# Early adopter
Il termine early adopter ("utente precoce", a volte indicato come trendsetter) indica un utilizzatore di nuovi prodotti, di nuovi servizi o di nuove tecnologie subito prima della loro diffusione di massa.
Quando si parla di early adopter, si fa riferimento, tipicamente, a utenti che contribuiscono allo sviluppo e al miglioramento dei servizi sperimentati fornendo un feedback disinteressato, utile per gli eventuali interventi correttivi, al produttore, distributore o agli addetti all'assistenza.
Gli early adopter sono considerati dalle aziende e dai fornitori di servizi come una risorsa essenziale per la messa a punto e per la valutazione qualitativa dei prodotti.
Il termine fu usato per la prima volta da Everett M. Rogers in Diffusion of Innovations (1962), la cui teoria prevede che la diffusione delle innovazioni passi attraverso l’adozione innanzitutto dei cosiddetti innovatori (che costituirebbero circa il 2,5% dei consumatori), poi degli utenti precoci o pionieri (14%), poi della maggioranza iniziale (34%), della maggioranza tardiva (34%) e infine dei ritardatari (16%).